# Love Happens (2009)
Love Happens is een Amerikaans romantisch drama uit 2009, geregisseerd door Brandon Camp.

## Verhaal
Eloise heeft weinig geluk in de liefde. Ze heeft haar vriendje net aan de kant gezet. Weduwnaar Burke ontpopt zich na het overlijden van zijn vrouw tot een zelfhulpgoeroe. Hij schrijft een succesboek en trekt door het land voor een promotiecampagne. Op een gegeven moment loopt hij Eloise tegen het lijf. Na een stroeve eerste afspraak, bedenkt Eloise een originele vervolgafspraak. Burke merkt dat hij toch nog niet helemaal over het verlies van zijn vrouw heen is.

## Rolverdeling
- Aaron Eckhart - Burke
- Jennifer Aniston - Eloise Chandler
- Dan Fogler - Lane
- John Carroll Lynch - Walter
- Martin Sheen - Burke's schoonvader
- Judy Greer - Marty
- Frances Conroy - Eloises moeder
- Joe Anderson - Tyler
- Sasha Alexander - Fotografe
- Michelle Harrison - Cynthia

## Ontvangst
De film werd op de Amerikaanse website Rotten Tomatoes onthaald met 17 procent uit 92 recensies. De Nederlandse recensies zijn overwegend negatief.